# Blånabbane Nunataks
Blånabbane Nunataks är nunataker i Antarktis. De ligger i Östantarktis. Australien gör anspråk på området.